# Mišelce
Mišelce (nemško Michelhofen) je naselje v Občini Čajna v Okraju Beljak-dežela na Koroškem v Avstriji.